# クラス地方

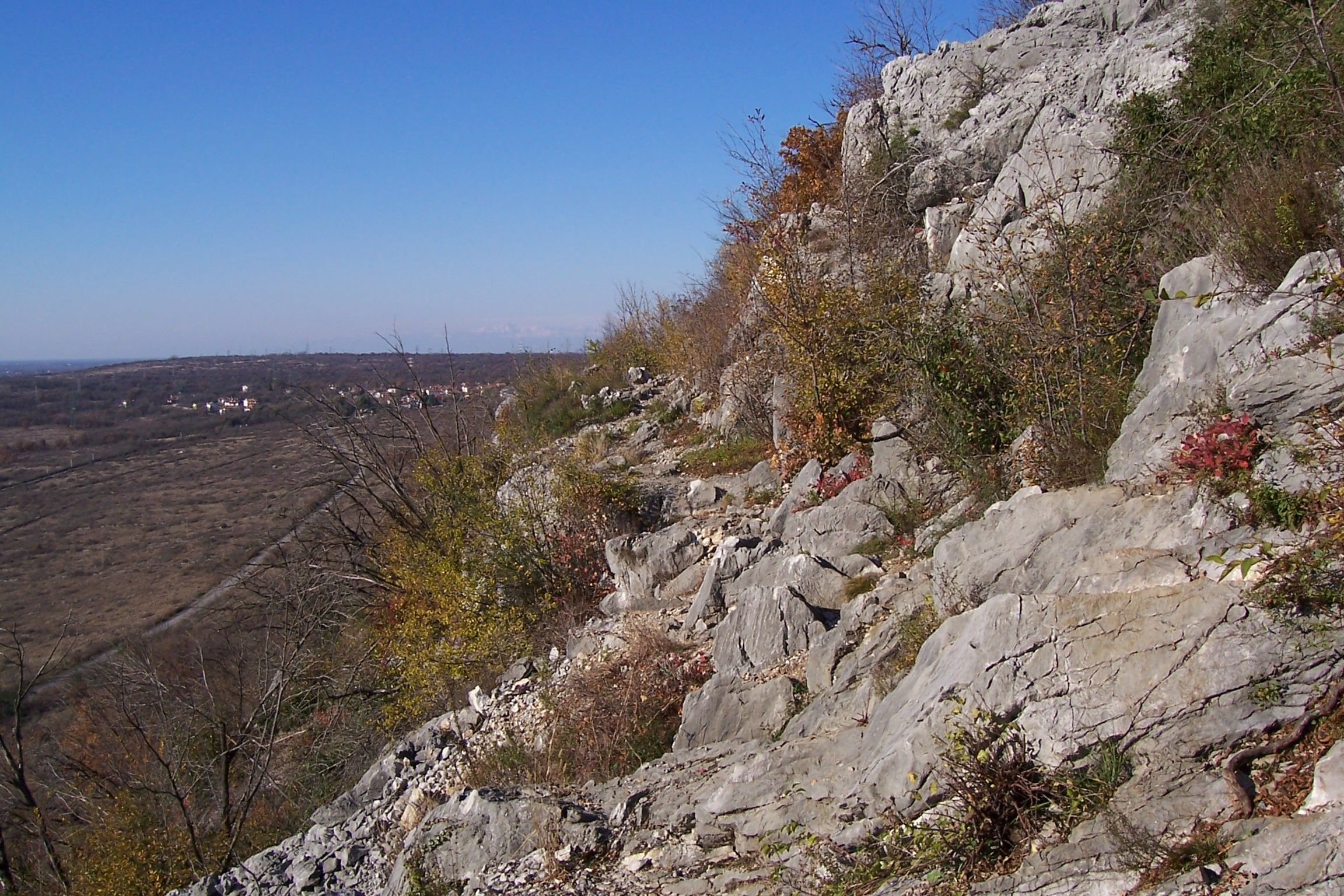
イタリア側のカルソの景観。ドベルド・デル・ラーゴにて。

クラス地方（クラスちほう、スロベニア語: Kras、イタリア語: Carso、フリウリ語:Cjars）あるいはカルスト地方（カルストちほう、ドイツ語: Karst）は、スロベニア西南部からイタリア北東部にかけての台地を指す地域名称。ヴィパーヴァ谷、ブルキニの丘陵（Brkini）、トリエステ湾に囲まれた地域であり、その西縁はイタリア人とスロベニア人の伝統的な民族境界となっている。
この地方に多く見られる石灰岩の地形から、カルスト地形という地理学用語が生まれた。

## 地理的特徴
カルスト台地は、東南側を除いて、周辺から急傾斜で立ち上がっている。台地は東南側が高く、西南側が低くなっており、平均標高は334mである。アドリア海に向かって急角度で標高を下げるため、海洋性の気候の影響はあまり受けない。森林は台地の3分の1を覆っており、植生はかつてはオークが主であったが、現在はマツが主流をなしている。この地の木材はヴェネツィアに運ばれ、杭としてヴェネツィアを支えている。
カルスト地方はその洞窟（鍾乳洞）で有名である。スロベニアにあるポストイナ鍾乳洞やヴィレニツァ鍾乳洞は、観光用に開放された洞窟として長い歴史を持ち、シュコツィアン洞窟群はユネスコの世界遺産およびラムサール条約登録地に登録されている。イタリアにあるグロッタ・ジガンテは、世界一大きな観光洞窟としてギネスブックに認定されている。
ボーラと呼ばれる局地風を含め、カルスト台地の自然環境は、この地の農業に、単純だがくっきりとした形を与えている。カルスト地方は、テランの名で知られる濃厚な色をした赤ワインや、生ハム（プロシュット）でも有名である。

## 地理的範囲

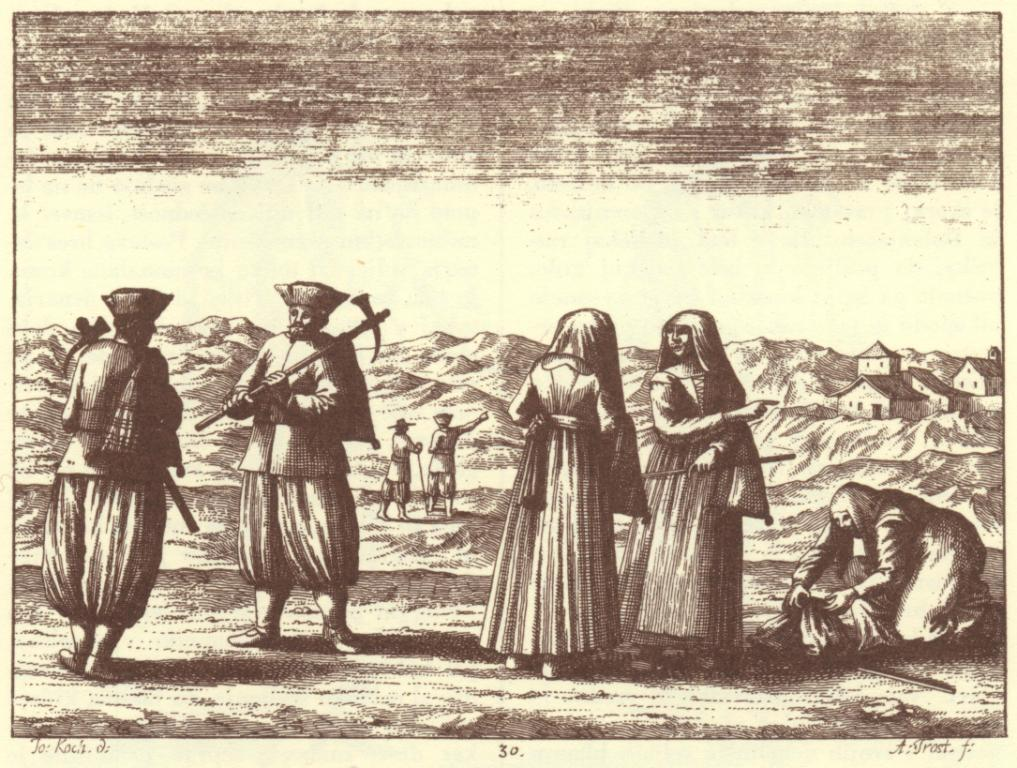
カルスト地方の農民。17世紀にヤネス・ヴァイカルト・ヴァルヴァソルによって描かれた The Glory of the Duchy of Carniolaの挿絵

カルスト台地の面積は429km²、ちょうど100の集落があり、1万9000人が住んでいる。大部分はスロベニアのプリモルスカ地方に属する。地域の中央部に位置する町は、スロベニア側のセジャーナである。主要な集落はディヴァーチャ、ドゥトヴリェ（セジャーナ市）、コメンである。台地の北縁にあるシュタニェル（コメン市）は、丘のまわりに家屋が密集する中世風の家並みが美しく、観光の拠点になっている。リピツァ（Lipica、セジャーナ市）の馬の牧場はリピッツァナーの故郷であり、観光地としても有名である。
イタリア側にはヴィッラ・オピチナ（トリエステ市）、ドゥイーノ（Duino、ドゥイーノ＝アウリジーナ村）、ナブレジナ（Nabrežina、ドゥイーノ＝アウリジーナ村）などの集落がある。
カルスト地方（クラス地方、カルソ地方）には、以下の町の全部もしくは一部が含まれている。
- イタリア
  - サヴォーニャ・ディゾンツォ
  - ドベルド・デル・ラーゴ
  - サグラードの一部
  - モンファルコーネの一部
  - ドゥイーノ＝アウリジーナ
  - ズゴニーコ
  - モンルピーノ
  - トリエステの一部
  - サン・ドルリーゴ・デッラ・ヴァッレの一部

- スロベニア
  - ミレン＝コスタニェヴィツァの一部
  - コメン
  - セジャーナ
  - ディヴァーチャ
  - フルペリェ＝コジナの一部

ピフカも含めることがある。

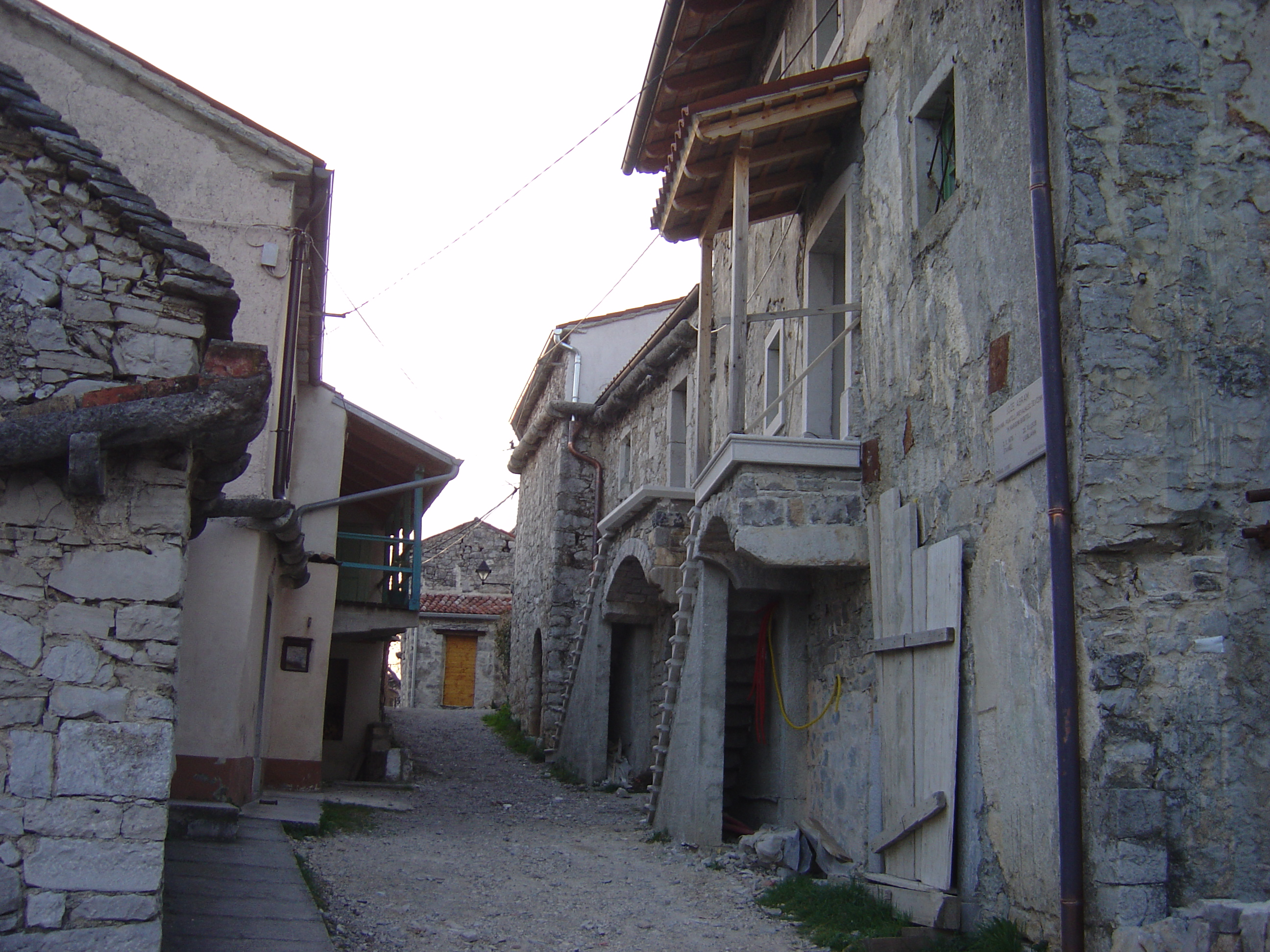
シュタニェル（英語版）（Štanjel）の村
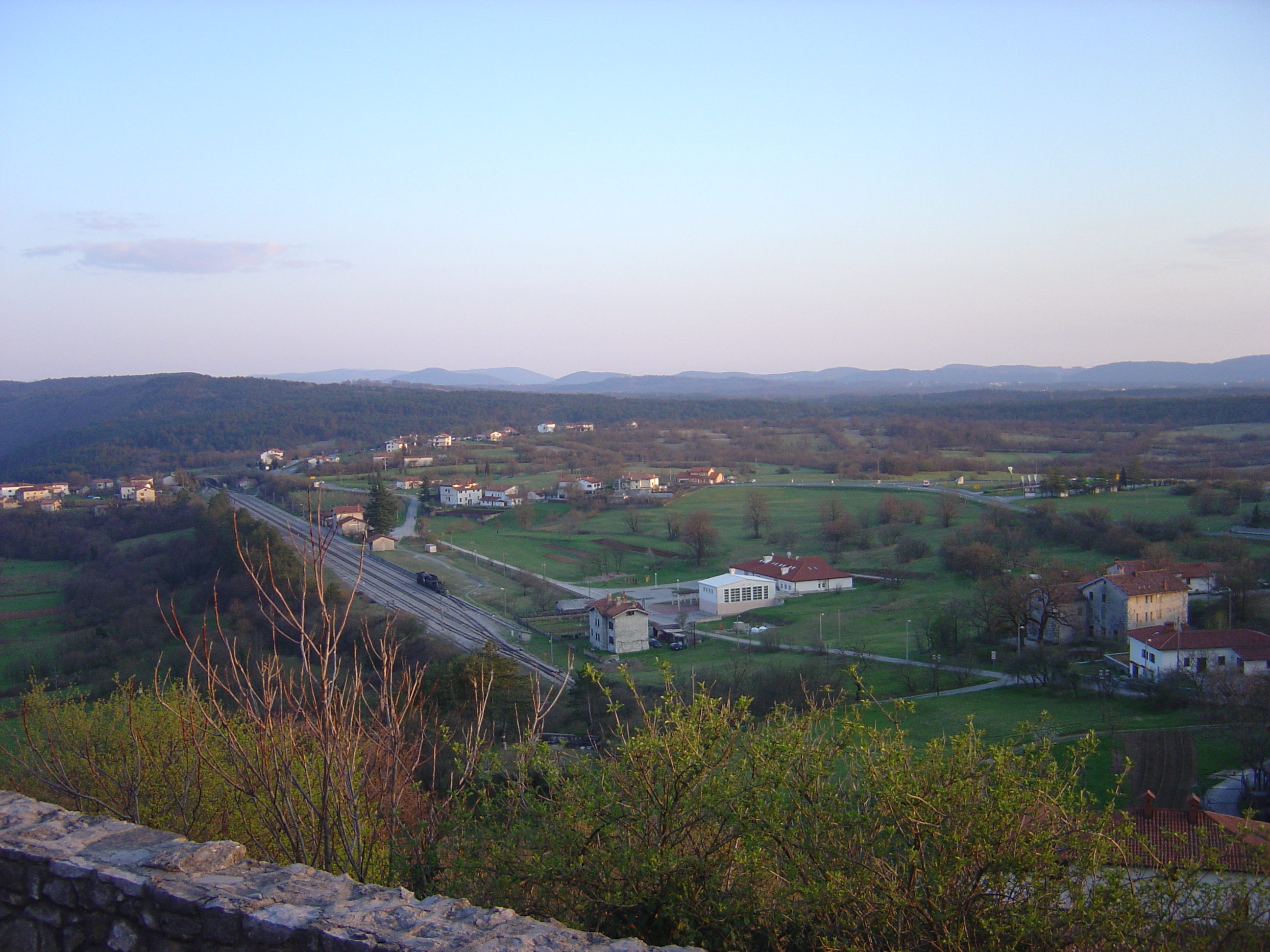
シュタニェルから眺めるカルストの眺め
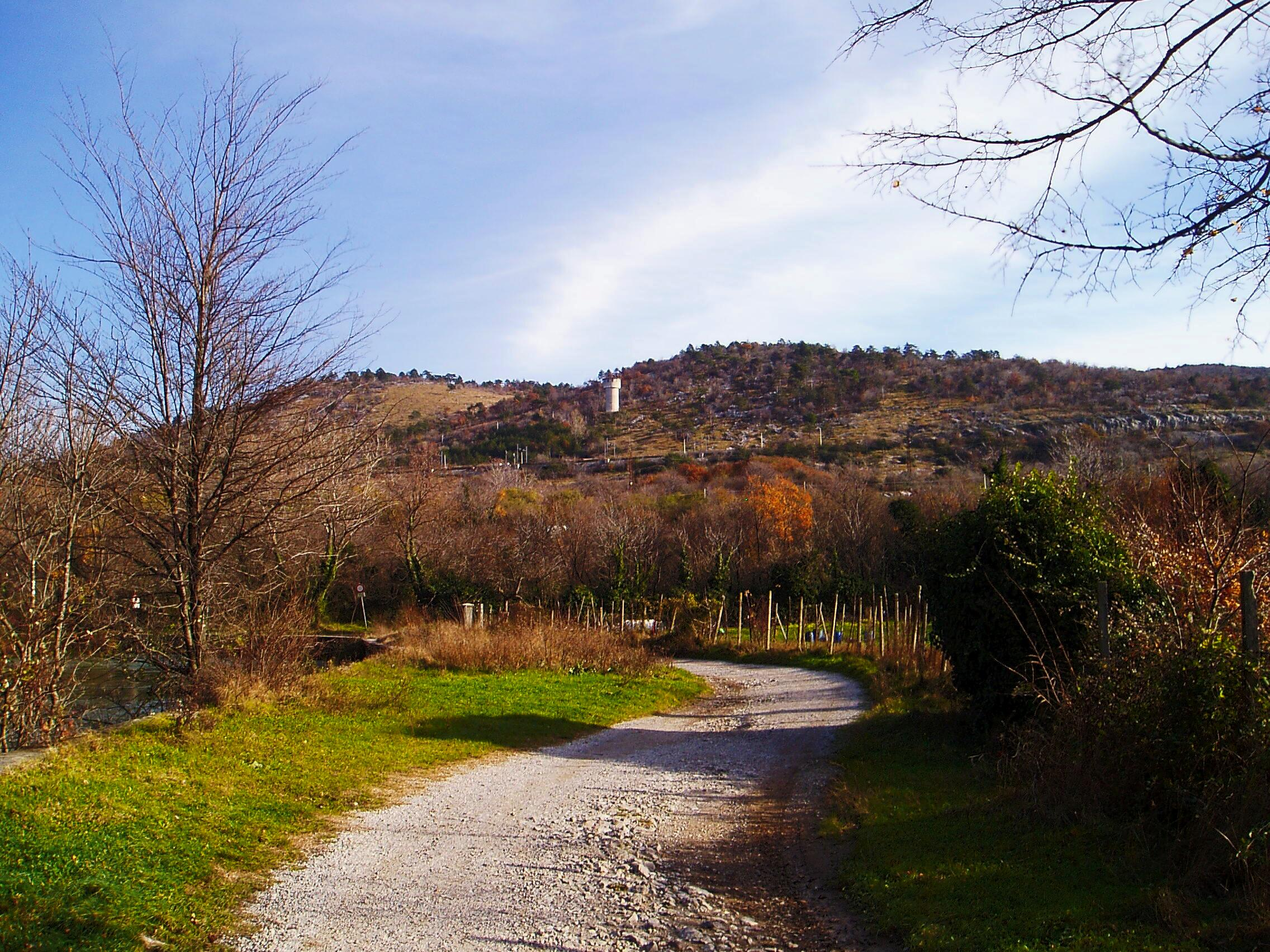
ドゥイーノの景観
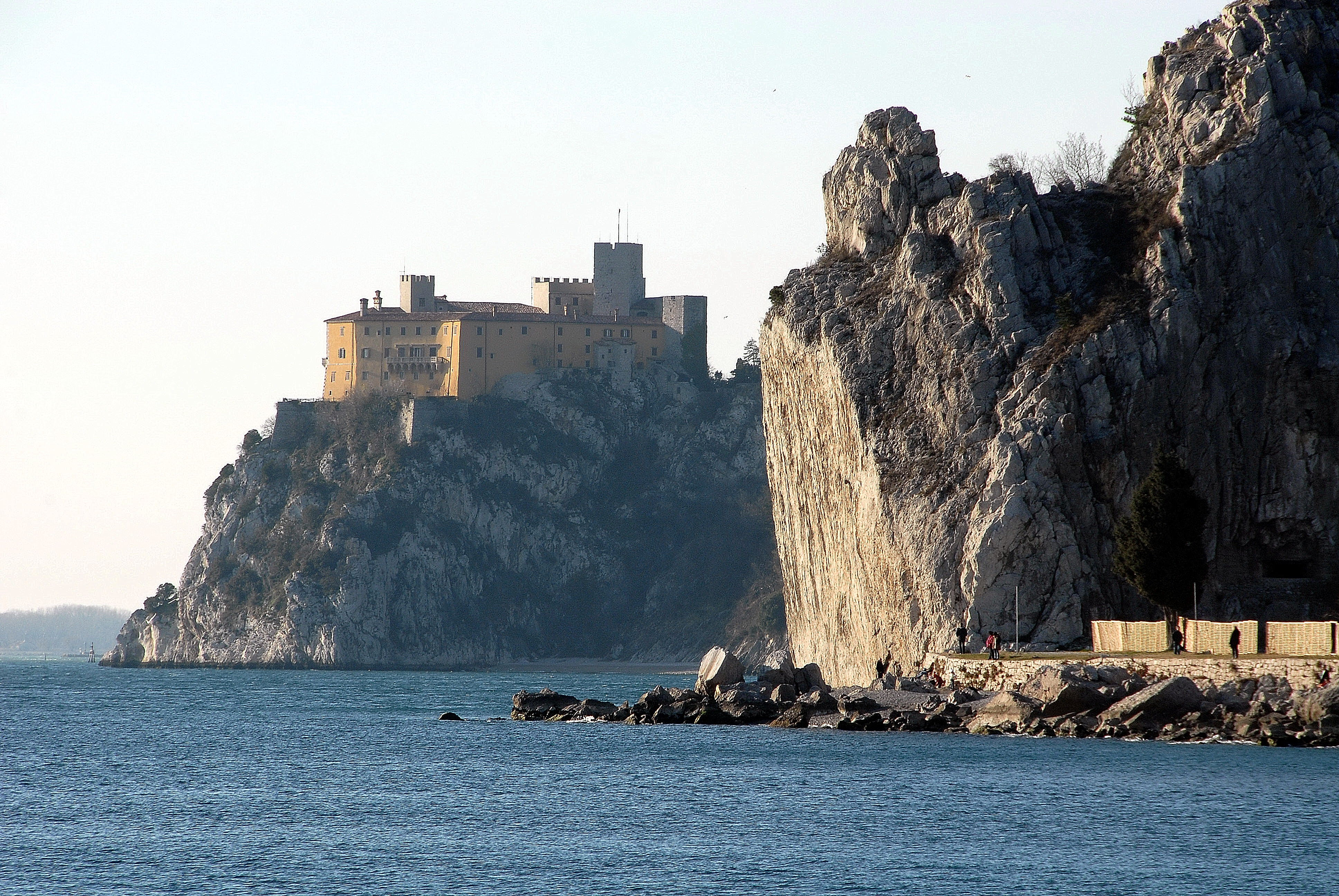
ナブレジナ（英語版）（Nabrežina）の崖
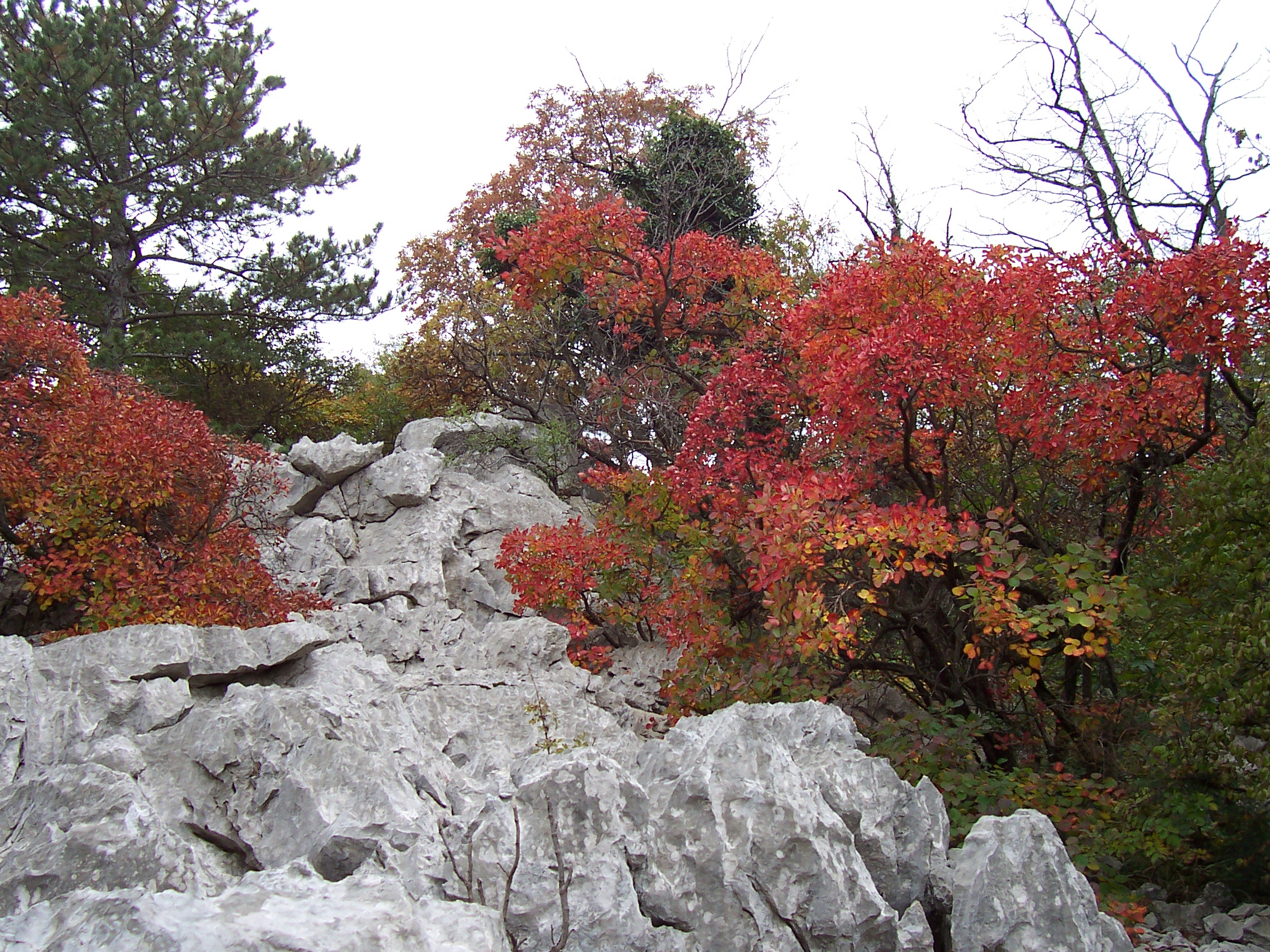
トリエステ県のカルスト
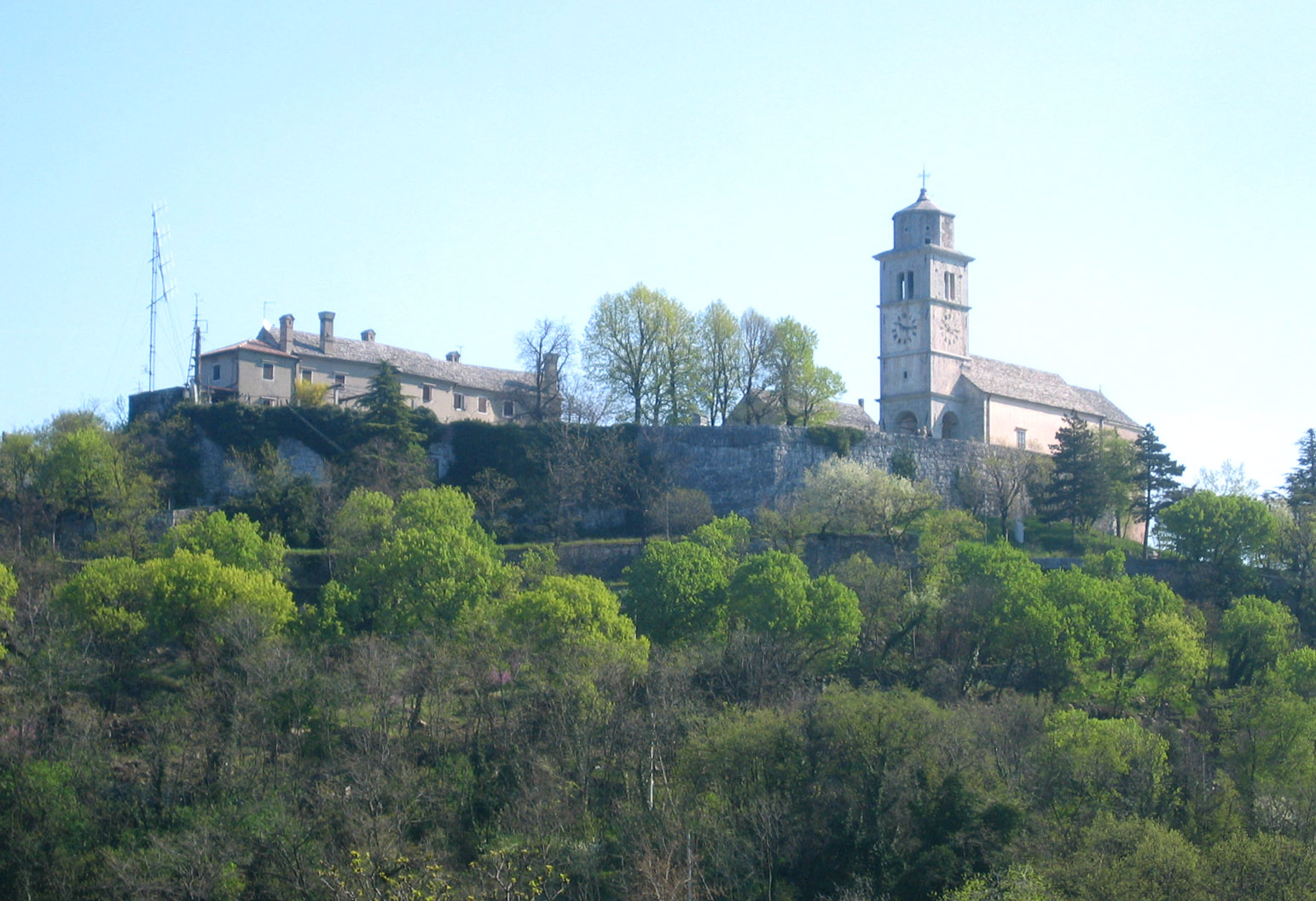
モンルピーノにある要塞化した教会
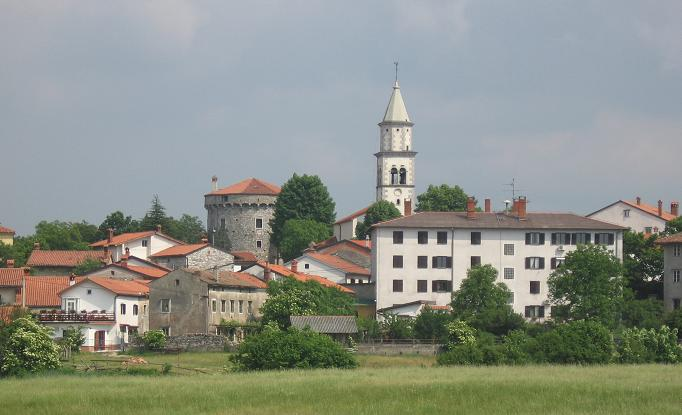
セジャーナ郊外のロケフ（Lokev）の村
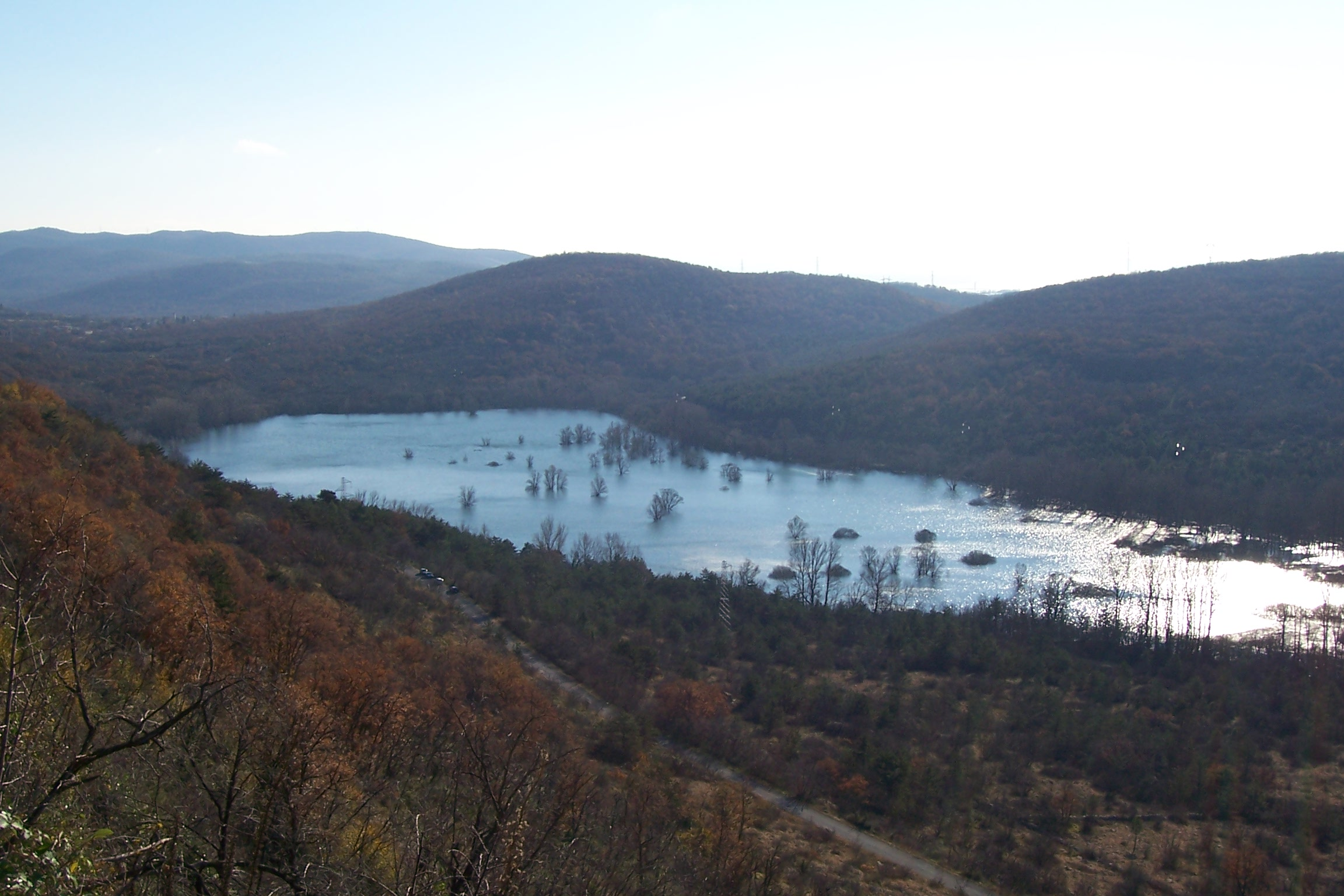
ドベルドの湖

## 地学的特徴
カルスト地方の地表の多くは石灰と炭酸塩石で覆われ、この地表が水に浸食されて独特の様相を呈している。さらにそうした水が伏流水となって地下が浸食されるため、その景観はなお独特となる。この伏流水は時折水源となって地表に現れるが、その後再び伏流水となることが多い。

## 生物
他地域ではなかなか見られないヨーロッパヒグマが人の住む地域でも見られ、その個体数は増加している。鍾乳洞内の生態系も豊かで、ホライモリをはじめ、ポストイナ鍾乳洞内だけで170種が記録されている。シュコツィアン洞窟群にはヨーロッパユビナガコウモリなどのコウモリ、その周辺にはシロハラアマツバメ、ワシミミズク、ズアオホオジロなどの鳥類も生息している。2004年にユネスコの生物圏保護区に指定された。

## 歴史
バルカン半島から中央ヨーロッパへ向かう街道が通り、植物があまり育たず岩肌が剥き出しであるために昔から特異な地域として認識され、かつての人々はクラス地方の洞窟の入り口を地下世界への入り口であると信じていた。土が薄く水がよく流れるため農耕に適さず、辛うじて低地に牧草地がある程度であったため羊などが飼われていた。
合理的思考と啓蒙主義が普及すると、特異なこの地方を明らかにしようとする動きが高まり、内陸湖であるツェルクニツァ湖の水量増減のメカニズムの解明によってヤネス・ヴァイカルト・ヴァルヴァソルは1687年にロンドン王立協会へと迎えられた。1818年にポストイナ鍾乳洞が見つかると学会の関心は高まってクラス地方の言葉が学術用語として広まり、「カルスト学」と呼ばれる研究領域が生まれた。
19世紀末には悲観的に記されたが20世紀に計画的植林が始まり、この森林が夏の乾燥や風、とりわけ秒速55mを超えることもある冬の季節風であるボーラを和らげた。これにより、ブドウの収穫を半月から１ヶ月遅くすることができたという。
20世紀半ば、自然・文化的価値の保全のためにスロベニア初の国立公園「ラコウ・シュコツィアン」がクラス地方で設立され、1986年にはシュコツィアン洞窟群がユネスコの世界遺産に登録された。